# 学生志愿运动
学生志愿运动（Student Volunteer Movement for Foreign Missions）是一个1886年於美國成立的机构，旨在推动美国大学生赴海外传教。许多美国大学毕业生受此推动，前往中国等国家传教。该运动初期最重要的领袖是毕尔逊。